# Stora Martjärnen
Stora Martjärnen är en sjö i Hedemora kommun i Dalarna och ingår i Norrströms huvudavrinningsområde.